# Jedlina-Zdrój
Jedlina-Zdrój (deutsch Bad Charlottenbrunn) ist eine Stadt sowie ein Kurort im Powiat Wałbrzyski in der Woiwodschaft Niederschlesien in Polen. Sie liegt sieben Kilometer südöstlich von Wałbrzych (Waldenburg).

## Geographie
Jedlina-Zdrój liegt an der Schweidnitzer Weistritz im Waldenburger Bergland. Südöstlich verläuft das Eulengebirge. Nachbarorte sind Rusinowa, Nowa Wioska (Neudörfel) und Dziećmorowice im Norden, Zagórze Śląskie im Nordosten, Jugowice und Olszyniec (Erlenbusch) im Osten, Głuszyca im Südosten, Grzmiąca im Süden, Rybnica Leśna im Südwesten und Wałbrzych im Nordwesten. Nordöstlich erhebt sich die 590 m hohe Münsterhöhe (Klasztorzysko) und die Burg Grodno (Kynsburg). Südwestlich liegen die Burg Rogowiec (Hornschloss) und die Burgruine Radosno (Freudenburg).

## Gemeinde
Olszyniec (deutsch: Erlenbusch, Nieder Tannhausen) gehörte von 1954 bis 1968 zu Jedlina-Zdrój. Die Orte Jedlinka, Suliszów, Glinica und Kamieńsk wurden 1970 eingemeindet.

## Geschichte

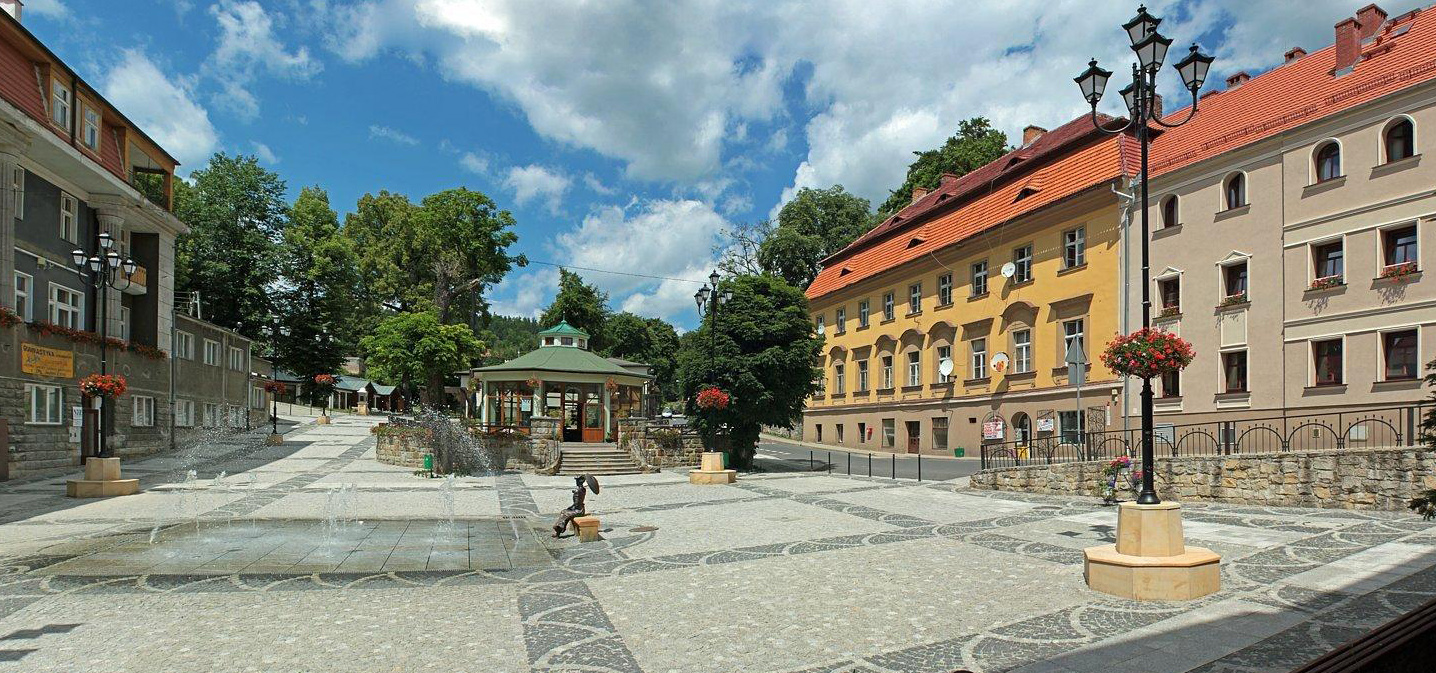
Kurviertel

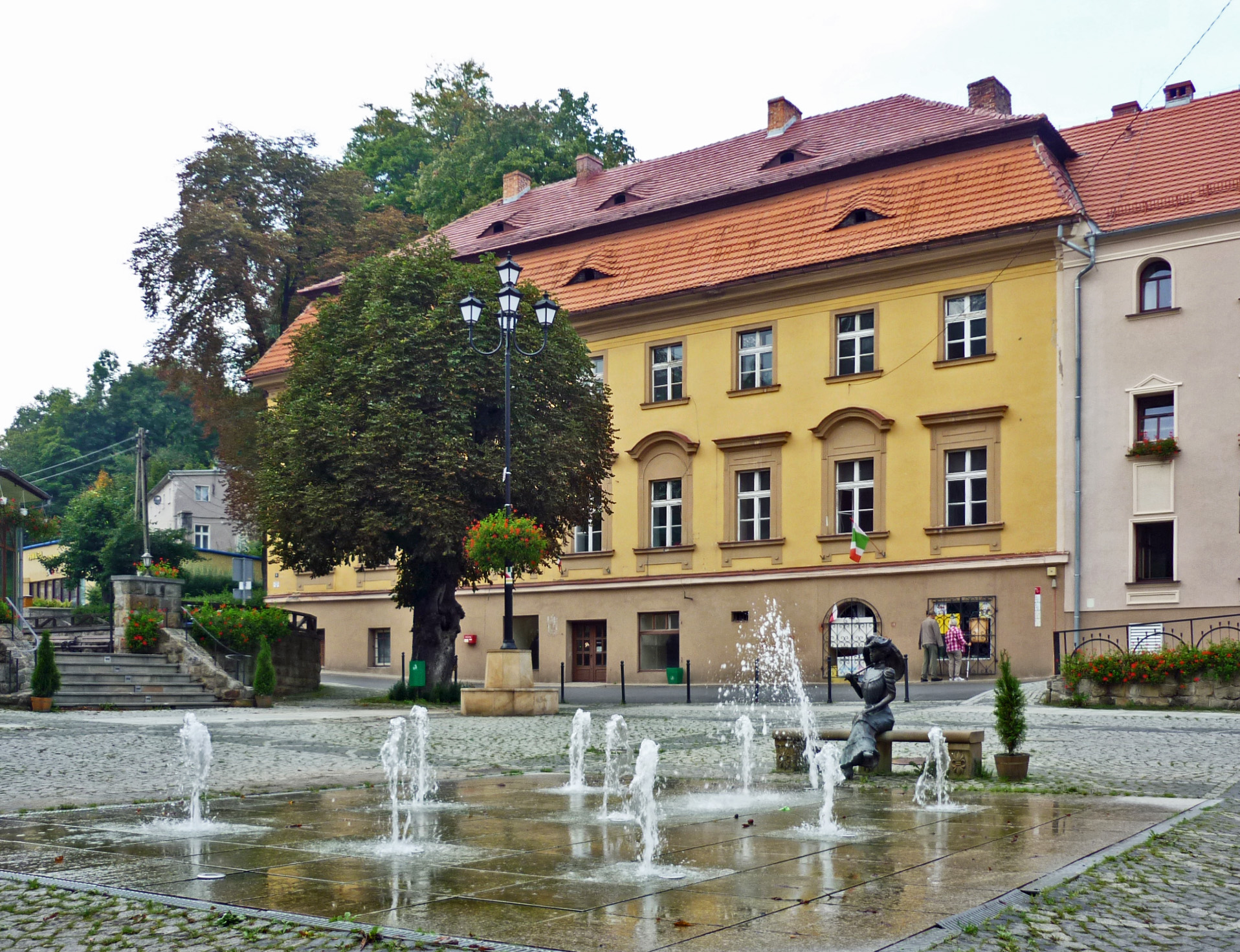
Platz vor der Trinkhalle

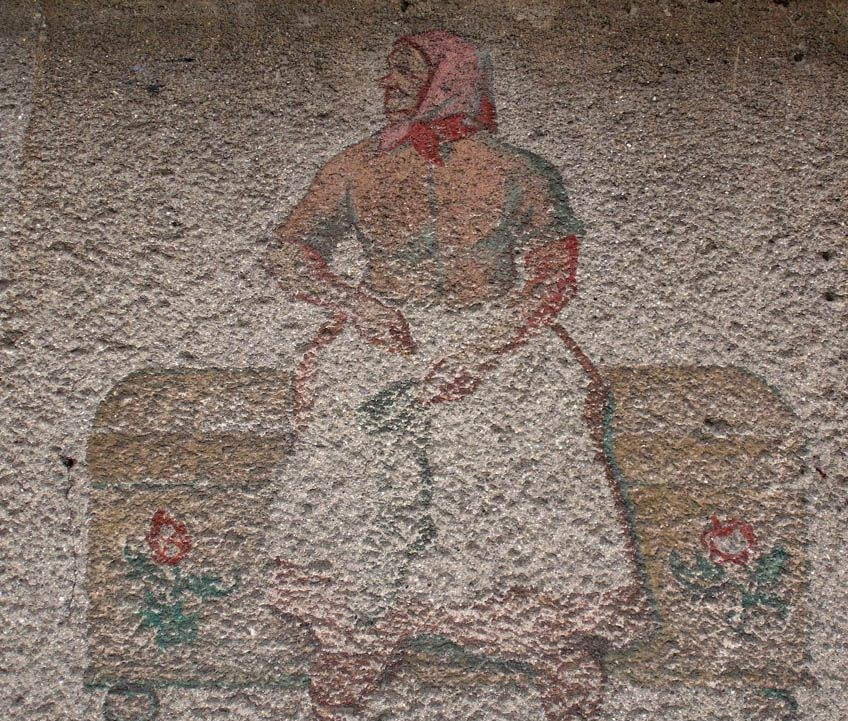
Fresko des Malers Martin Sternagel an der ehemaligen Kreissparkasse

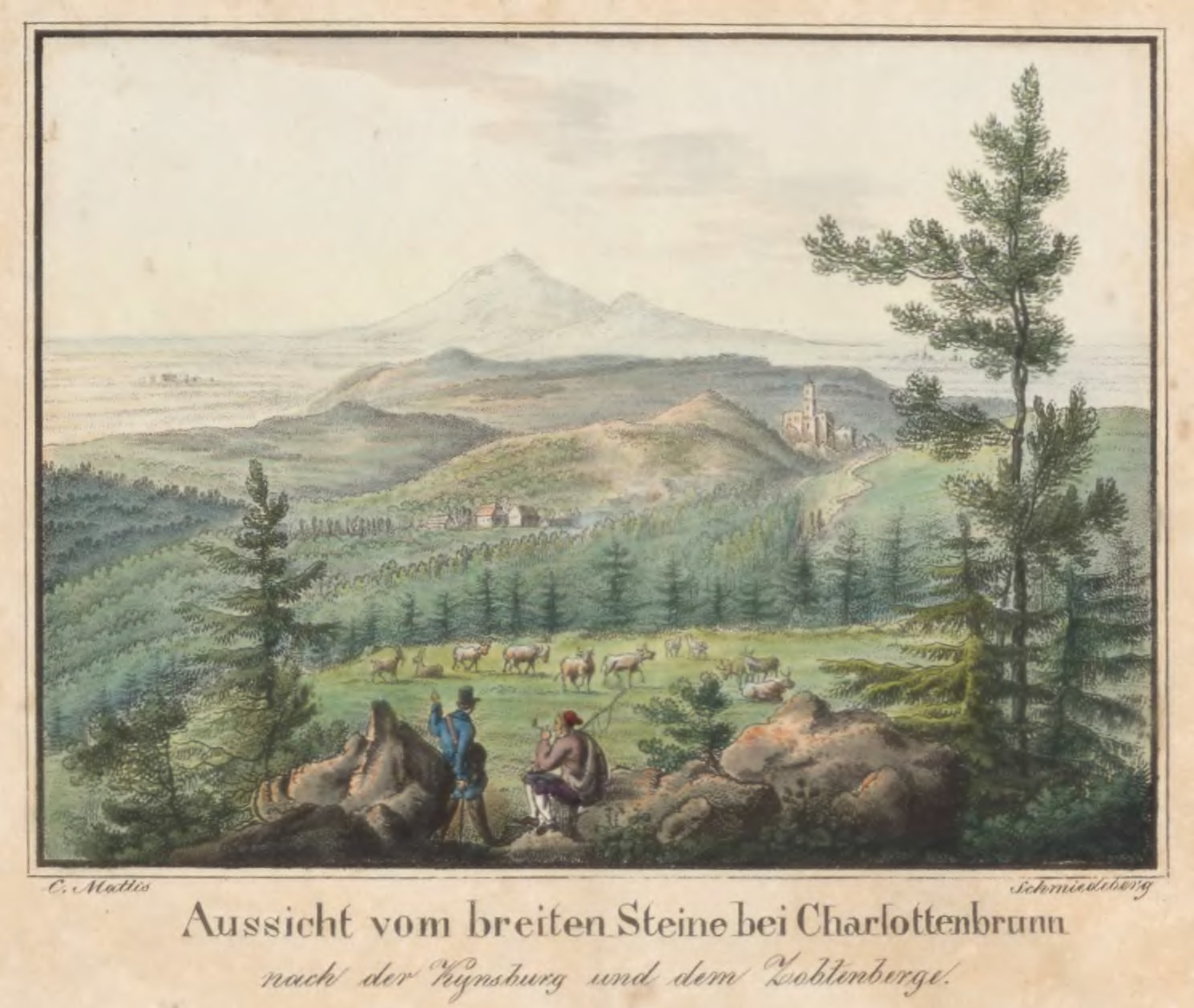
Charlottenbrunn Mitte des 19. Jahrhunderts

Die Badeanlagen von Charlottenbrunn entstanden auf den Fluren eines Anteils von Tannhausen (Jedlinka), dessen Sauerbrunnen erstmals 1694 erwähnt wurde. 1723 erwarb der Tannhauser Grundherr Johann Christoph von Seherr-Thoß die Quelle und benannte sie „Charlottenquelle“ nach seiner zweiten Frau Charlotte Maximiliane von Pückler. Die älteste Badeanlage war ab 1724 der Grundhof, dem 1731 das Schlössel folgte. 1740 erhielt Charlottenbrunn das Marktrecht.
Nach dem Ersten Schlesischen Krieg 1742 fiel Charlottenbrunn zusammen mit dem größten Teil Schlesiens an Preußen. 1743 besuchte der preußische König Friedrich II. Charlottenbrunn. 1748 wurde der erste Kursaal errichtet, der später zur evangelischen Kirche umgebaut wurde. Nach der Neugliederung Preußens gehörte Charlottenbrunn seit 1815 zur Provinz Schlesien und war ab 1816 dem Landkreis Waldenburg eingegliedert, mit dem es bis 1945 verbunden blieb. 1835 entdeckte der damalige Besitzer Carl Krister eine Eisenquelle, die er nach seiner Frau „Theresienquelle“ benannte. 1880 erhielt Charlottenbrunn Anschluss an die Bahnlinie von Dittersbach nach Glatz. 1889 erwarb die Gemeinde Charlottenbrunn die Bade- und die Kuranlagen. 1934 wurde das Waldtheater im Karlshain und 1935 eine neue Wandelhalle errichtet. Für das Jahr 1910 sind 1693 Einwohner verzeichnet, 1939 waren es 1823. Im Zweiten Weltkrieg befand sich hier ein Außenlager des KZ Groß-Rosen, in dem Häftlinge für das Projekt Riese arbeiten mussten.
Als Folge des Zweiten Weltkriegs fiel Bad Charlottenbrunn 1945 wie fast ganz Schlesien an Polen und wurde zunächst in Zdrojowiec, 1946 in Jedlina-Zdrój umbenannt. Die deutsche Bevölkerung wurde vertrieben. Die neuen Bewohner waren zum Teil Heimatvertriebene aus Ostpolen. 1954 wurde Jedlina-Zdrój zur stadtartigen Siedlung und 1967 zur Stadt erhoben. In den Jahren von 1975 bis 1998 gehörte Jedlina-Zdrój zur Woiwodschaft Wałbrzych.

## Sehenswürdigkeiten
Unter Denkmalschutz stehen:

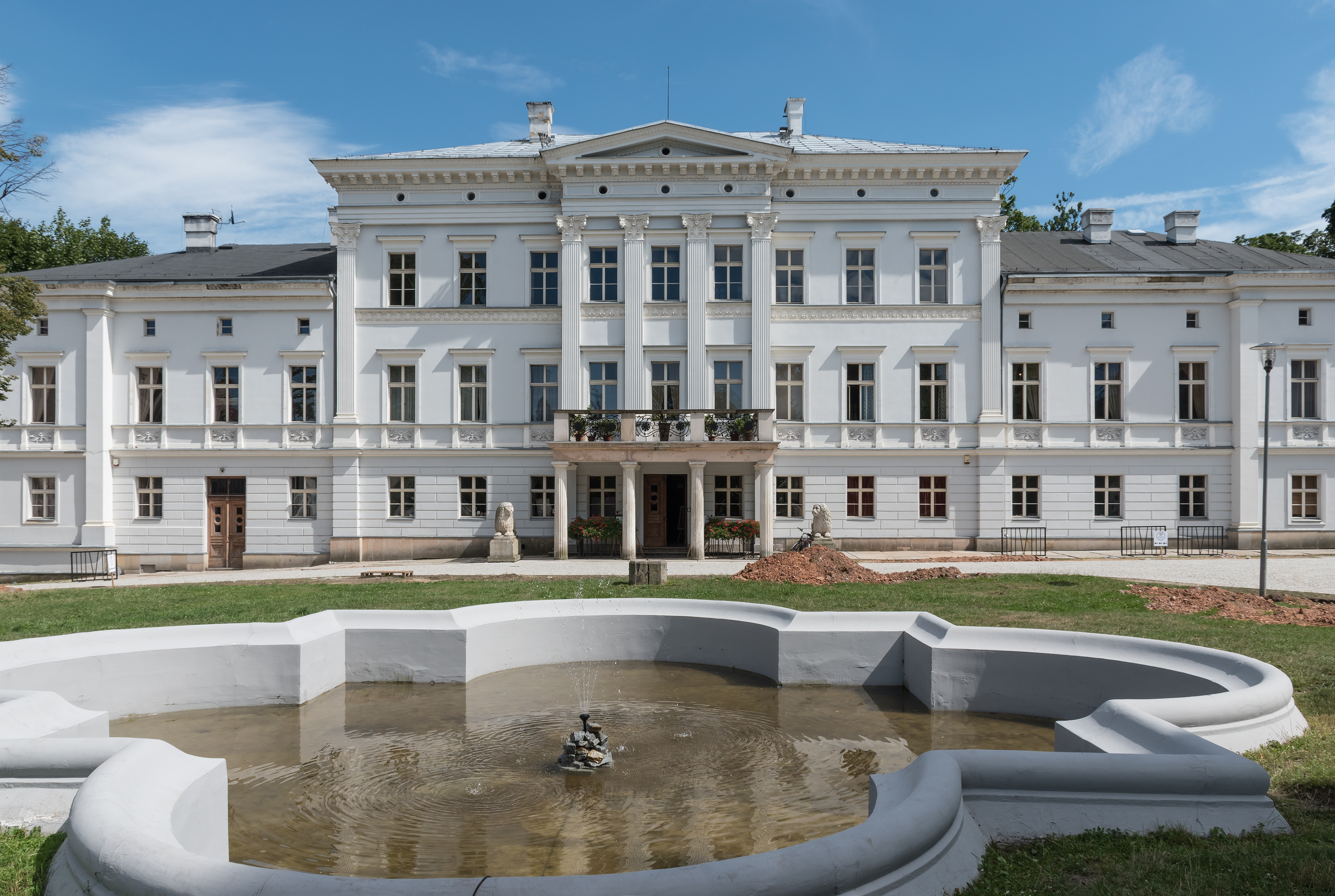
Schloss Tannhausen

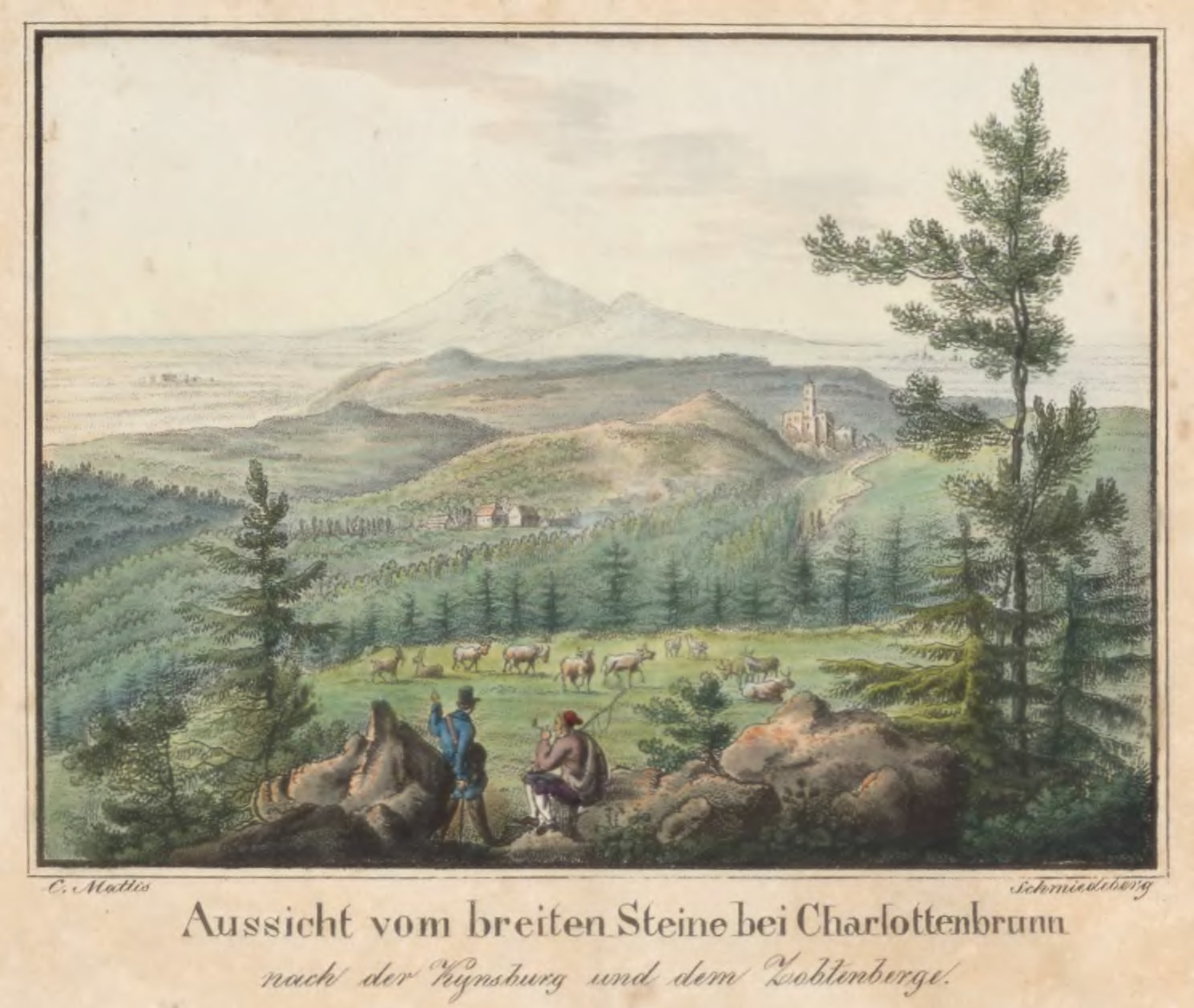
Blick auf Charlottenbrunn Mitte des 19. Jahrhunderts

- Kur- und Parkanlage (nach 1820); die Badeanlagen entstanden um 1885, die Wandelhalle wurde 1935 errichtet
- Kurhaus aus dem dritten Viertel des 19. Jahrhunderts am pl. Zdrojowy 1
- Evangelische Kirche von 1855–60 (derzeit nicht genutzt) in der ul. Johannes Paul II.
- Bahnhof Jedlina Dolna (ab 1902) in der ul. Dworcowa,
- Bahnhof Jedlina Górna ein Backstein- und Fachwerkbau aus dem Jahr 1878 in der ul. Kłodzka 59a
- Wohnhaus erstes Viertel des 20. Jahrhunderts, ul. Chojnowska 12,
- Villa aus dem 19./20. Jahrhundert ul. Cmentarna 1,
- Fachwerkhaus aus dem 17. Jahrhundert in der ul. Hoża 6 (ehemals Noworudzka 3)
- Wohnhäuser in der ul. Jasna, Nr. 4 aus der ersten Hälfte des 19. Jahrhunderts, Nr. 8 von Ende des 18. Jahrhunderts
- Schloss, ein zweistöckiges Gebäude, um 1792 im klassizistischen Stil erbaut in der ul. Noworudzka 15
- Villa aus dem 19. und 20. Jahrhundert in der ul. Piastowska 7
- Wohnhaus 19./20. Jahrhundert ul. Piękna 7
- Wohnhaus Ende 19. Jahrhundert ul. Wałbrzyska 1
- Wohnhäuser in der ul. Warszawska, Nr. 2 von Ende des 19. Jahrhunderts und Nummer 6 von Anfang des 20. Jahrhunderts
- Wohnhaus 18. Jahrhundert, am pl. Zdrojowy 8

Im Ortsteil Jedlinka (Tannhausen):
- Schloss, errichtet 1792 für den Kaufmann Theodor Langer, vermutlich nach Entwurf des Architekten Carl Gotthard Langhans. Im 19. Jahrhundert wurde es modernisiert und umgebaut. Letzte Besitzer 1945 von Schloss und Rittergut Tannhausen waren die Böhm’schen Erben des Majors der Kavallerie Gustav Böhm (1864–1933).
- zwei Nebengebäude
- Schlosspark

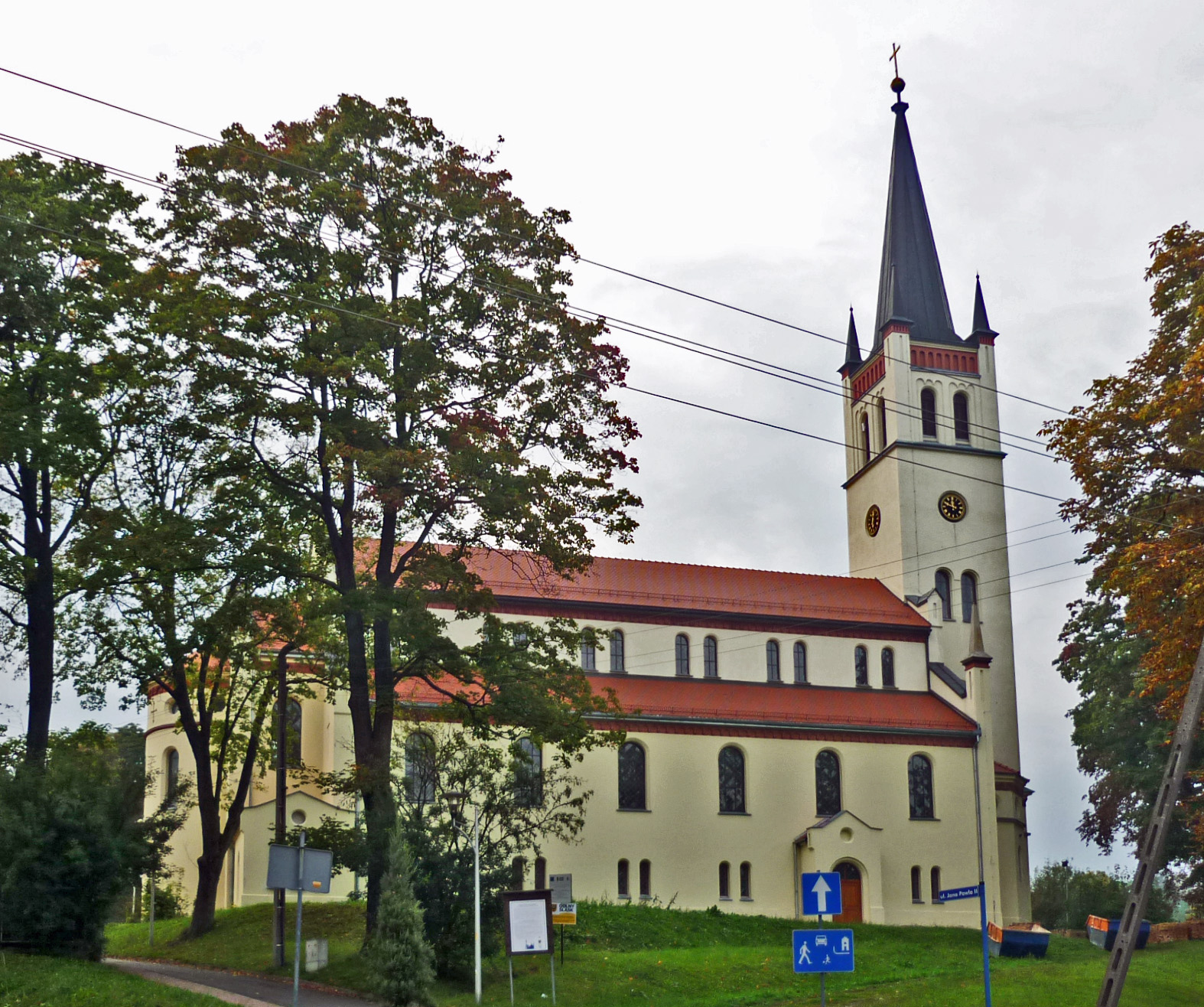
Vormals Evangelische Kirche
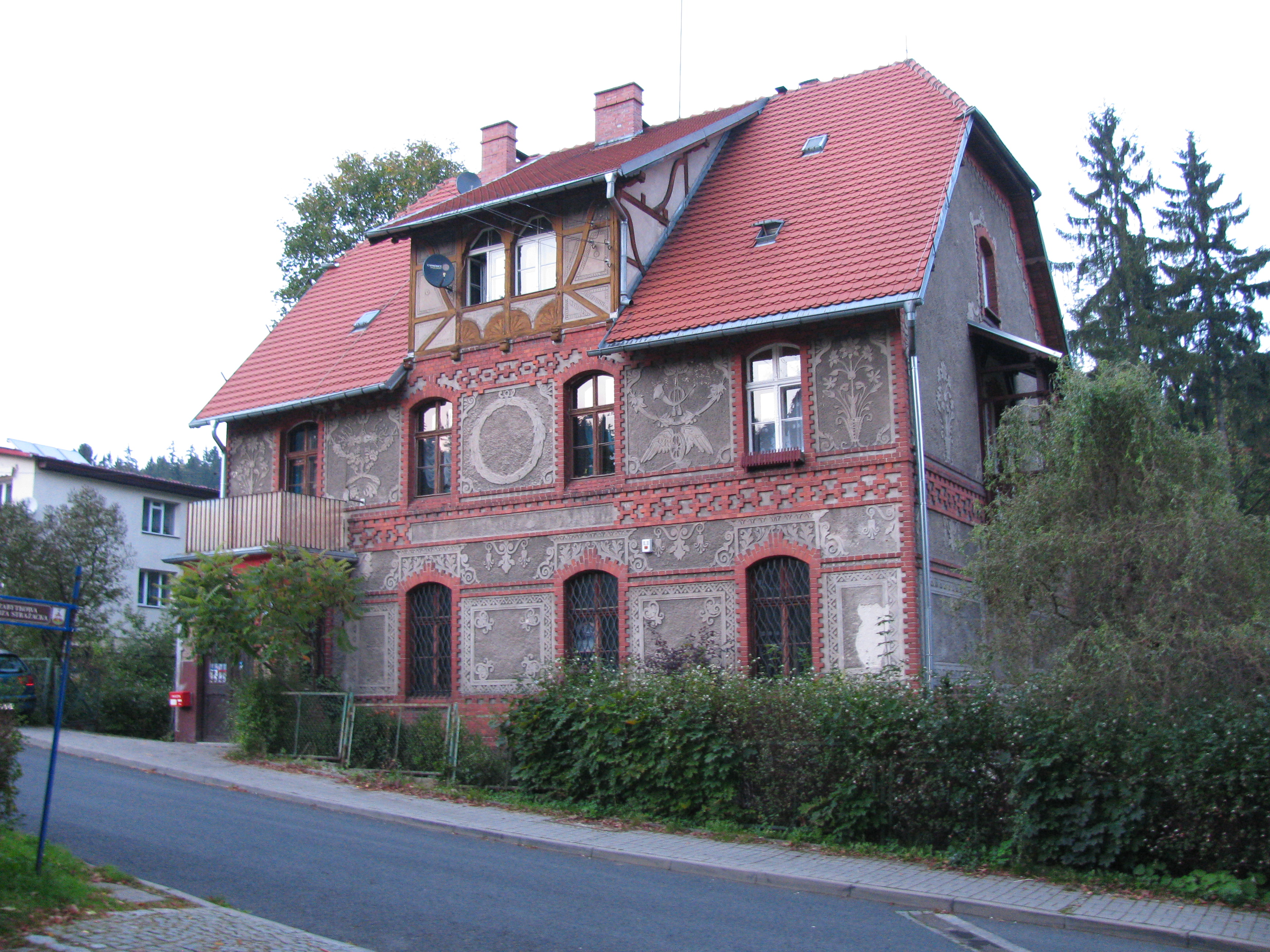
Wohnhaus an der ul. warszawska 6
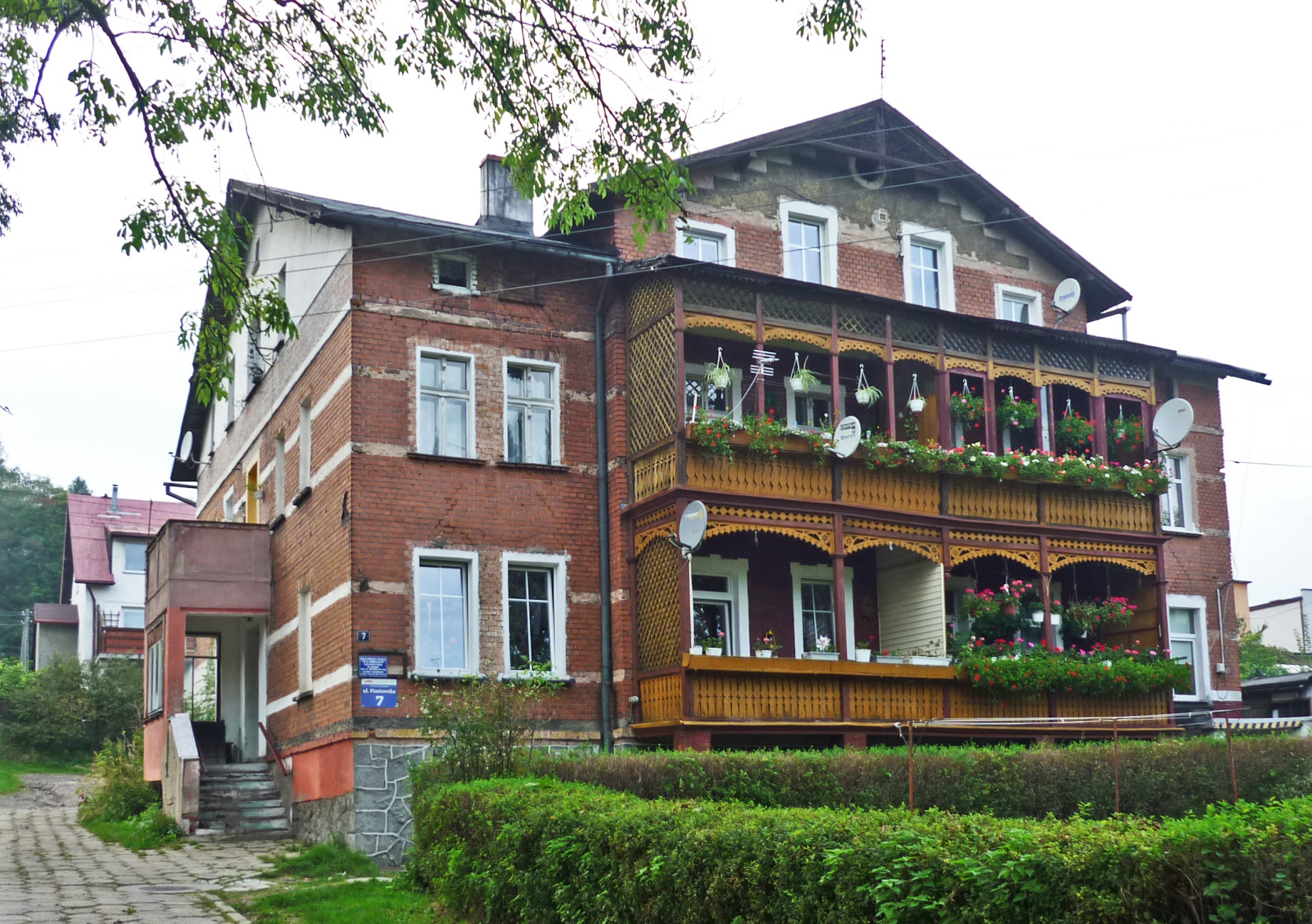
Villa an der ul. Piastowska 7
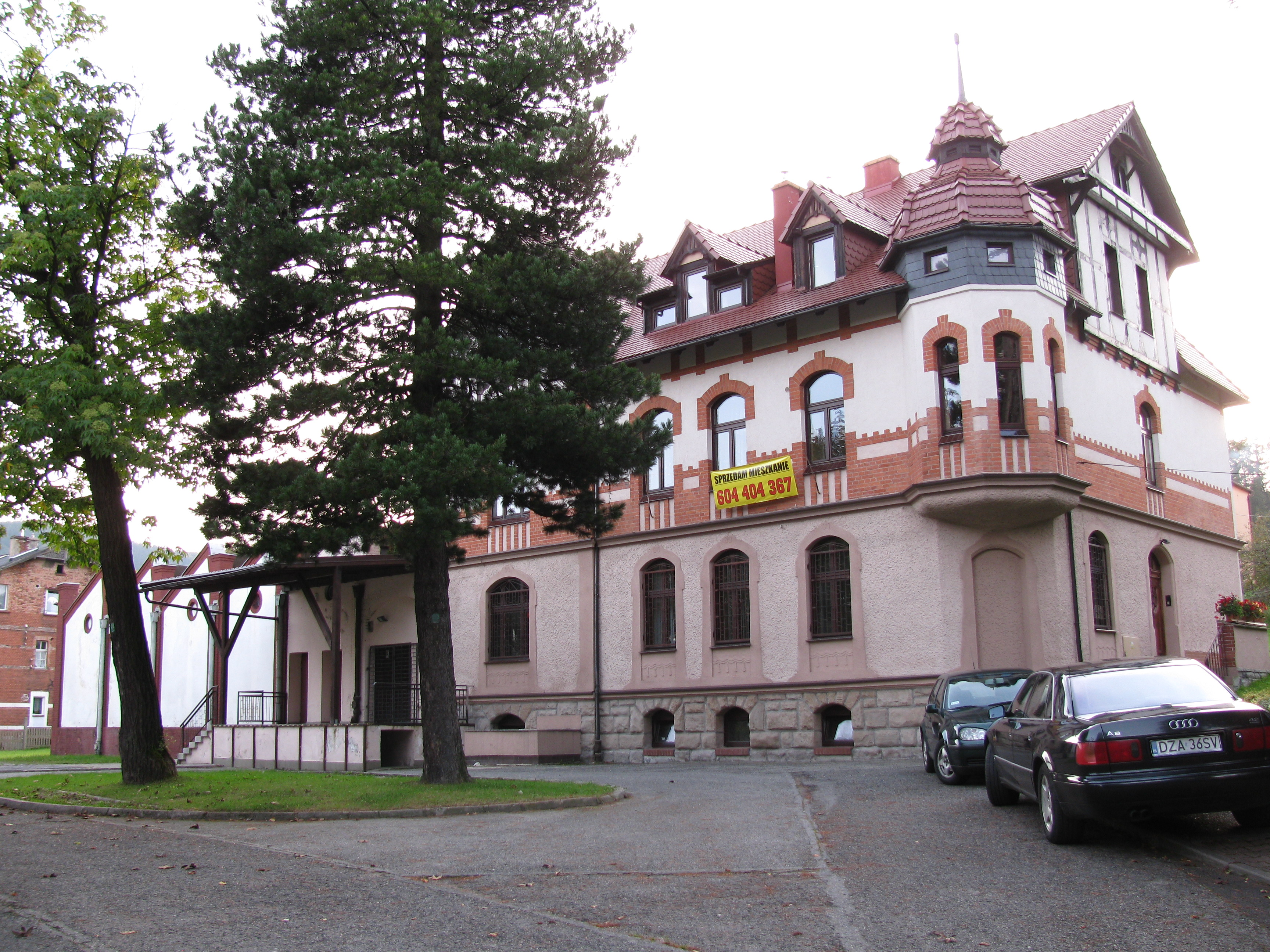
Villa an der ul. cmentarna 1
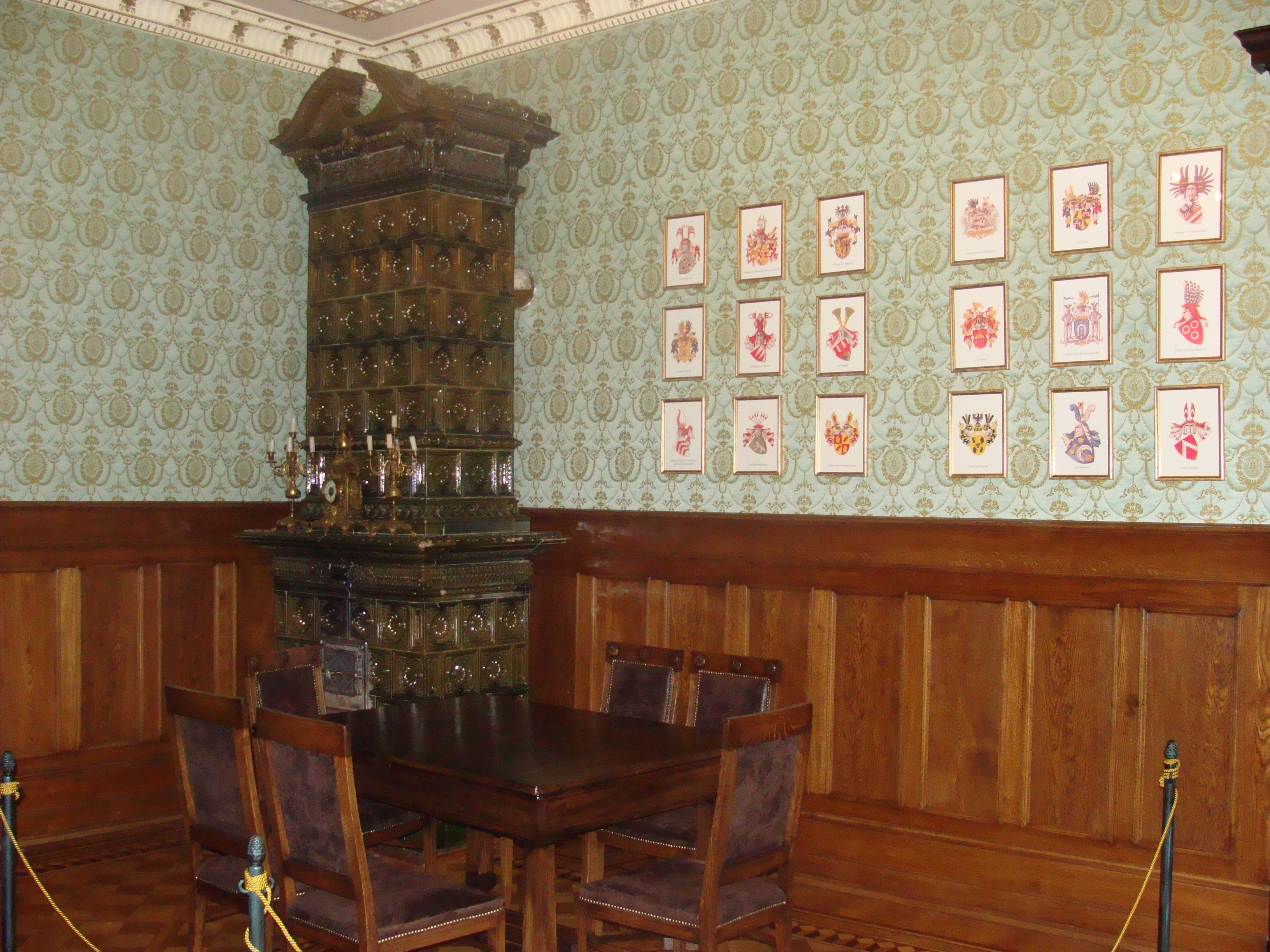
Im Inneren des Schlosses
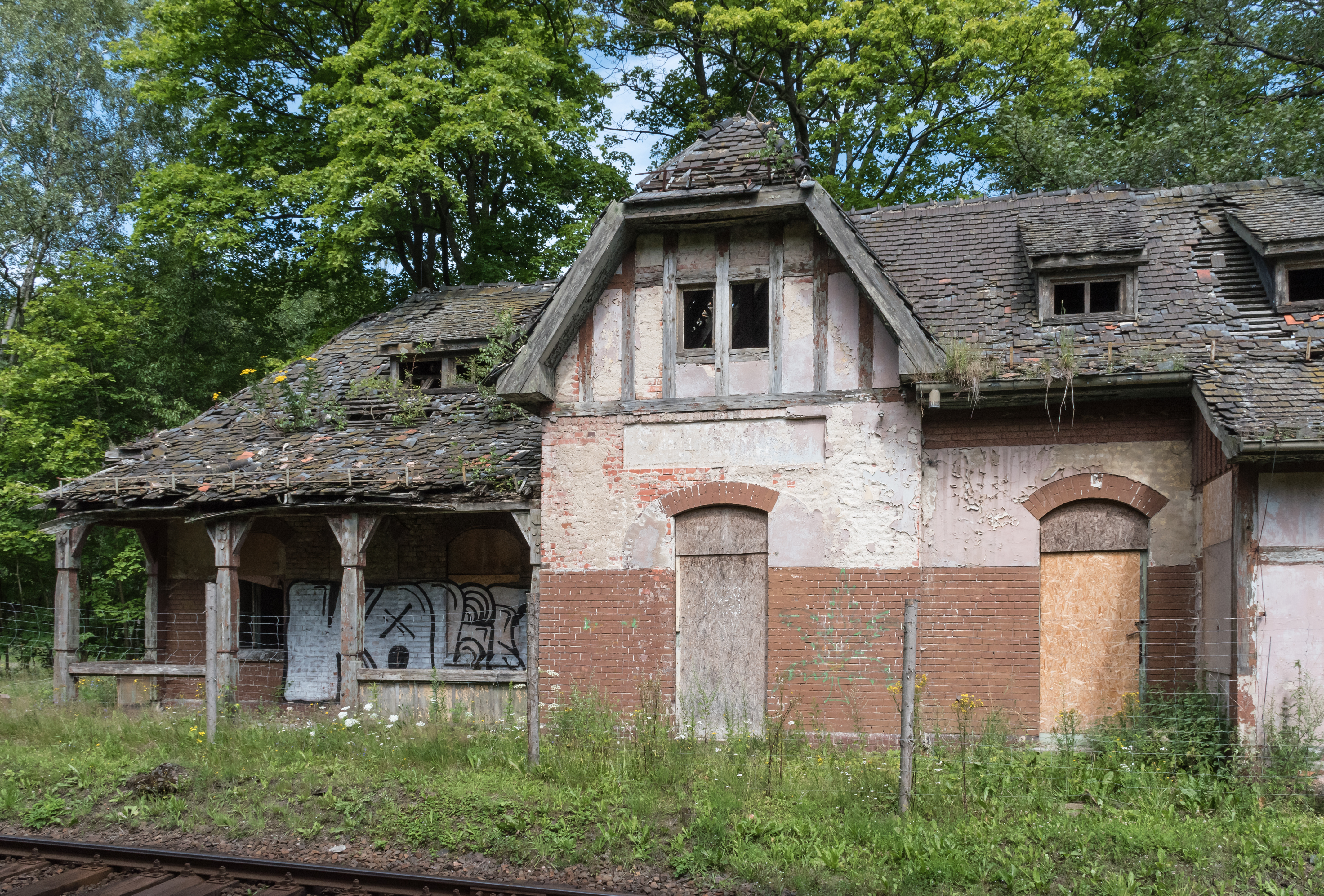
Ehemaliger Bahnhof Jedlina Górna (2017)

## Sport

### Anlagen
Es gibt eine Rodelbahn, einen Bouleplatz, einen Skilift, drei Sportplätze und einen Tennisplatz.

### Vereine
Der Pétanque-Sportverein heißt KSP Jedlina-Zdrój. Die Stadt ist Austragungsort landesweiter Pétanque-Turniere unter der Schirmherrschaft des Polnischen Verbandes. Der örtliche Fußballklub heißt KS Zdrój Jedlina -Zdrój.

## Verkehr

### Busse
Busse des öffentlichen Nahverkehrs verbinden die die Stadt mit Wałbrzych, dem Ortsteil Jedlinka und Głuszyca.

### Bahn
Durch die Stadt verläuft die Eisenbahnstrecke Kłodzko-Wałbrzych, die von dem Unternehmen Niederschlesische Eisenbahnen (Koleje Dolnośląskie, KD) mit Schienenbussen bedient wird.

## Städtepartnerschaft
- Velichovky  Tschechien, seit 2004
- Strehla  Deutschland, seit den 1970er Jahren
- Saint-Étienne-de-Crossey  Frankreich, seit 2006

## Ehrenbürger
- 2009 Guenter Boehm (* 1939), Familiengenealoge aus New York, Verfasser der Böhm-Chronik

## Persönlichkeiten
- Bernhard Strehler (1872–1945), deutscher Priester
- August Berger (1892–1945), deutscher Kommunalpolitiker. Er wurde vom NS-Regime als politischer Gegner verfolgt, 1944 im KZ Sachsenhausen inhaftiert und kam bei Räumung des KZs auf einem Todesmarsch im April 1945 ums Leben
- Gabriele Schwarz (1914–1988), deutsche Geographin
- Neithardt Völker (1933–2022), deutscher Politiker und von 1990 bis 1998 Abgeordneter im Landtag Mecklenburg-Vorpommern